# Entente Nord Lozère
 (mai 2024).
- Si vous ne connaissez pas le sujet, laissez ce bandeau (vous pouvez alors contacter les auteurs).
- Si vous supprimez le contenu mis en cause (vous pouvez préalablement contacter les auteurs),

argumentez précisément cette suppression dans la page de discussion
(un manque de référence n'est pas un argument ; une recherche réelle de référence doit avoir été effectuée, être formellement documentée).
Maillots
L'Entente Nord Lozère est un club de football français situé à Saint-Chély-d'Apcher, fondé par la fusion de l'US Saint-Alban et de  l'US Saint-Chély en 1991, au moment où l'US Saint Alban accédait à la Division 4. 
Après sept saisons passées au niveau national en Division 4, National 3 puis CFA2; l'ENL descend en Division d'Honneur d'Auvergne en 1998.  Après une relégation en Division d'Honneur Régionale en 2009, le club retrouve l'élite auvergnate en 2011, puis fait une nouvelle fois l’ascenseur en 2015.
Ce club présente une particularité, car bien que son siège soit situé à Saint-Alban-sur-Limagnole en Lozère, il évolue au sein du district du Cantal et donc en Ligue d'Auvergne de football. Ce cas particulier a pour but de faciliter les déplacements du club, qui est géographiquement plus proche des clubs auvergnats du massif central que des clubs languedociens.

## Histoire
L'Union Sportive Saint Chély d'Apcher voit le jour en 1935. L'usine d'aciérie basée à Saint-Chély-d'Apcher est le pilier du démarrage, le Président étant le Directeur. Le club compte alors 52 membres actifs, 30 licenciés et 16 membres honoraires. La section football commence en prenant part au championnat Ligue du Sud-Est, et les premiers frais engagés sont de 90 francs pour l'achat d'un ballon.
Dès 1939, des demandes sont faites pour intégrer la Ligue Auvergne. En 1947, l'US de Granier, Greliche, Rouzaire, Renon, Prouhèze... remporte la Coupe lozère face à l'Éveil mendois. L'année suivante, l'USSC est rattaché à la Ligue Auvergne. En 1953, le club termine premier de la poule C de promotion de Ligue. Sur sa lancée, l'équipe remporte la coupe du Cantal, à Massiac, devant les mineurs d'Ydes Sports par 3 buts à 1. Le match se déroule devant un public nombreux et plutot favorable à l'équipe du Président Gravières (qui donnera son nom à la future Coupe). 
En 1954, l'US Saint Albanaise voit le jour. Elle s'engage en deuxième division du Cantal en 1964. Saint Chély accède en 1959 à la Division d'Honneur, sous la direction de l'entraîneur Lakdar et Jojo Roche dans les buts. Dans les années 1970, Saint Chély évolue en promotion de ligue. 71: Saint Alban gagne la Coupe du Cantal, étant en première division district. 78/79, passage express en DHR. En 1980, le District du Languedoc, affilié à la Ligue Sud Est, devient une Ligue (District départemental de football#District Gard-Lozère (Gard Lozère))
En 1984, Saint Alban et Saint Chély se voient dans l'obligation d'avoir leurs licences en Languedoc Roussillon, lieu des installations sportives. Néanmoins, les accords de jeu en Auvergne perdurent. En 1985, Lucien Trébuchon devient président de Saint-Chély, poste qu'il quitte après une saison pour prendre la tête du club voisin de l'US Saint-Alban en 1988 à la suite de Sudre. Saint Chély fait un retour en ligue Languedoc mais la bascule est rude. Les accessions s'enchainent à St Alban, 89/90 champion de DHR.
L'USSA évolue en 1990 en Division d'Honneur (DHE). Alors qu'elle est en tête et que l'accession au niveau national est possible, les présidents de Saint-Alban et Saint-Chély, respectivement Lucien Trébuchon et Jean Salvador se concertent pour doter la Lozère d'un grand club de niveau national et donner plus de moyen aux jeunes, bénéficier de structures de jeux de qualités. En 1991, Saint-Alban, Champion de la Ligue d'Auvergne, accède à la Division 4. Une convention "d'existence commune" est validée par les 2 clubs en juin 1991. La dénomination d"Entente Nord Lozère" d'aout 1991 porte en elle toute sa signification.
L'année suivante, la fusion officielle dans les statuts entre les deux clubs se réalise, l'ENL prend la succession de Saint-Alban, en évoluant en Division 4 et reprenant le numéro SIRET.

## Image et identité

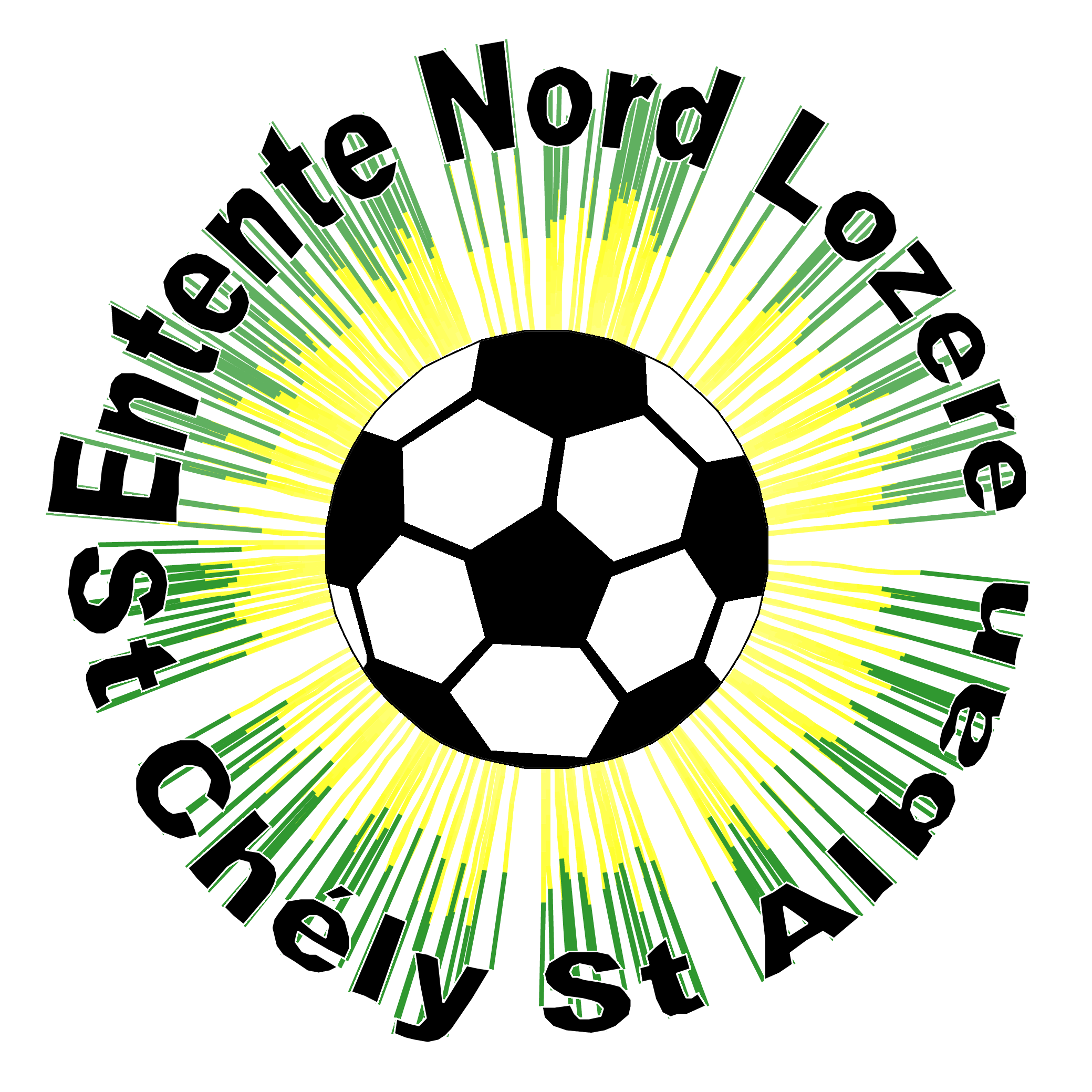
Logo actuel

Les couleurs du clubs sont le vert et le blanc. Il semblerait que les couleurs reprennent celles de l'ancien club de l'US Saint Alban-sur-Limagnole, notamment le vert. Le bleu en usage à Saint-Chély-d'Apcher a rapidement disparu. Toutefois il réapparaît parfois à l'extérieur.

## Palmarès et
À l'issue de la saison 2022-2023, l'Entente Nord Lozère totalise 2 participations en Division 4 et 5 participations en National 3/CFA2. Elle évolue en Régional 2.
Le tableau ci-dessous récapitule tous les matchs officiels disputés par le club dans les différentes compétitions nationales :
| Championnats     | Saisons | Titres | J   | G  | N  | P  | Bp  | Bc  | Diff |
| Division 4       | 2       | 0      | 52  | 21 | 15 | 16 | 68  | 53  | 15   |
| National 3/CFA 2 | 5       | 0      | 134 | 39 | 39 | 56 | 139 | 178 | -39  |

Bilan par saison du club depuis la saison 1991-1992
| Saison  | Champ            | Cl    | Pts | J  | G  | N  | P  | Bp | Bc | Dif | CdF    | CdL | TdC | CE | M. buteur | B | Entraîneur                           | Aff |
| ------- | ---------------- | ----- | --- | -- | -- | -- | -- | -- | -- | --- | ------ | --- | --- | -- | --------- | - | ------------------------------------ | --- |
| 1991-92 | Division 4 Gr. G | 10e   | 24  | 26 | 10 | 4  | 12 | 30 | 30 | 0   |        |     |     |    |           |   | Alain Richaud/Lejewski Francis Bizot |     |
| 1992-93 | Division 4 Gr. F | 2e    | 33  | 26 | 11 | 11 | 4  | 38 | 23 | 15  |        |     |     |    |           |   | Bernard Blaquart /Max Marty          |     |
| 1993-94 | National 3 Gr. G | 11e   | 23  | 26 | 7  | 9  | 10 | 35 | 38 | -3  |        |     |     |    |           |   | Alain Larvaron                       |     |
| 1994-95 | National 3 Gr. G | 8e    | 24  | 26 | 6  | 12 | 8  | 26 | 30 | -4  |        |     |     |    |           |   | Laurent Forestier                    |     |
| 1995-96 | National 3 Gr. f | 3e    | 45  | 26 | 13 | 6  | 7  | 33 | 22 | 11  | 8etour |     |     |    |           |   | Laurent Forestier                    |     |
| 1996-97 | National 3 Gr. G | 7e    | 35  | 26 | 9  | 8  | 9  | 27 | 24 | 3   |        |     |     |    |           |   | Laurent Forestier                    |     |
| 1997-98 | CF2 Gr. G .      | 16e   | 16  | 30 | 4  | 4  | 22 | 18 | 64 | -46 | 8etour |     |     |    |           |   | Laurent Forestier                    |     |
| 1998-99 | DH Auvergne      | 11e   | 55  | 26 | 6  | 11 | 9  | 32 | 30 | 2   |        |     |     |    |           |   | Eddy Quincieu                        |     |
| 1999-00 | DH Auvergne      | 8e    | 57  | 0  | 0  | 0  | 0  | 0  | 0  | 0   |        |     |     |    |           |   | Eddy Quincieu Jean-Luc Nurit         |     |
| 2000-01 | DH Auvergne      | 10e   | 57  | 26 | 7  | 10 | 9  | 29 | 32 | -3  |        |     |     |    |           |   | Philippe Bobek                       |     |
| 2001-02 | DH Auvergne      | 6e    | 66  | 26 | 11 | 7  | 8  | 34 | 30 | 4   |        |     |     |    |           |   | Lino de Carvalho / Philippe Bobek    |     |
| 2002-03 | DH Auvergne      | 8e    | 56  | 26 | 6  | 12 | 8  | 24 | 35 | -11 |        |     |     |    |           |   | Lino de Carvalho / Philippe Bobek    |     |
| 2003-04 | DH Auvergne      | 2e    | 73  | 26 | 13 | 8  | 5  | 34 | 20 | 14  |        |     |     |    |           |   | André Mallet                         |     |
| 2004-05 | DH Auvergne      | 8e    | 60  | 26 | 10 | 4  | 12 | 27 | 36 | -9  |        |     |     |    |           |   | Jean-Luc Nurit                       |     |
| 2005-06 | DH Auvergne      | 9e    | 53  | 26 | 7  | 6  | 13 | 29 | 45 | -16 |        |     |     |    |           |   | Vianney Pelat                        |     |
| 2006-07 | DH Auvergne      | 10e   | 60  | 26 | 10 | 4  | 12 | 33 | 49 | -16 |        |     |     |    |           |   | Vianney Pelat                        |     |
| 2007-08 | DH Auvergne      | 11e   | 54  | 26 | 7  | 7  | 12 | 28 | 38 | -10 |        |     |     |    |           |   | Vianney Pelat                        |     |
| 2008-09 | DH Auvergne      | 14e   | 46  | 26 | 5  | 5  | 16 | 30 | 45 | -15 |        |     |     |    |           |   | Vianney Pelat                        |     |
| 2009-10 | DHR Auvergne     | 10e   | 44  | 24 | 6  | 4  | 14 |    |    |     |        |     |     |    |           |   | Vianney Pelat                        |     |
| 2010-11 | DHR Auvergne     | 1er   | 69  | 22 | 14 | 5  | 3  |    |    |     |        |     |     |    |           |   | Vianney Pelat                        |     |
| 2011-12 | DH Auvergne      | 9e    | 59  | 26 | 8  | 9  | 9  | 32 | 37 | -5  |        |     |     |    |           |   | Julien Rousset                       |     |
| 2012-13 | DH Auvergne      | 11e   | 61  | 26 | 10 | 5  | 11 | 35 | 42 | -7  | 7etour |     |     |    |           |   | Florent Bodin / Julien Rousset       |     |
| 2013-14 | DH Auvergne      | 12e   | 46  | 26 | 5  | 5  | 16 | 29 | 56 | -27 | 6etour |     |     |    |           |   | Florent Bodin / Julien Rousset       |     |
| 2014-15 | DHR Auvergne     | 1er   | 74  | 22 | 16 | 4  | 2  | 55 | 21 | 34  |        |     |     |    |           |   | Christophe Richaud                   |     |
| 2015-16 | DH Auvergne      | 11e   | 57  | 25 | 9  | 5  | 11 | 27 | 36 | -9  |        |     |     |    |           |   | Christophe Richaud                   |     |
| 2016-17 | Régional 1 ARA   | 14e   | 43  | 26 | 5  | 2  | 19 |    |    |     | 5etour |     |     |    |           |   | Christophe Richaud                   |     |
| 2017-18 | Régional 2 ARA   | 12e   | 14  | 22 | 4  | 2  | 16 |    |    |     |        |     |     |    |           |   | Eddy Quincieu / Firmin Perez         |     |
| 2018-19 | Régional 3 ARA   | 8e    | 25  | 22 | 7  | 4  | 11 | 33 | 46 | -13 |        |     |     |    |           |   | Eddy Quincieu / Firmin Perez         |     |
| 2019-20 | Régional 3 ARA   | 1er   | 32  | 14 | 10 | 2  | 2  | 41 | 13 | 28  | 5etour |     |     |    |           |   | Lilian Condon                        |     |
| 2020-21 | Régional 2 ARA   | Covid |     |    |    |    |    |    |    |     |        |     |     |    |           |   | Lilian Condon                        |     |
| 2021-22 | Régional 2 ARA   | 2e    | 43  | 22 | 14 | 1  | 7  | 52 | 37 | 15  | 5etour |     |     |    |           |   | Lilian Condon                        |     |
| 2022-23 | Régional 2 ARA   | 5e    | 33  | 22 | 9  | 6  | 7  | 39 | 31 | 8   | 6etour |     |     |    |           |   | Lilian Condon                        |     |
| 2023-24 | Régional 2 ARA   | 2e    | 49  | 22 | 16 | 1  | 5  | 69 | 17 | 52  | 3etour |     |     |    |           |   | Lilian Condon                        |     |
| 2024-25 | Régional 2 ARA   |       |     |    |    |    |    |    |    |     | 4etour |     |     |    |           |   | Lilian Condon                        |     |

### Palmarès et meilleurs résultats
| Compétitions nationales | Compétitions régionales |
| - Championnat de France D4 - Meilleur classement : 2e en 1993. - Coupe de France : 64e de finale (8e tour) c/ Endoume Nat3 en 1995 - Coupe de France : 64e de finale (8e tour) c/ Istres Nat. en 1997 - Coupe Gambardella u19 : 64e de finale c/ GFC Gazelec Ajaccio u19Nat en 2016 | - 1er en DH Auvergne en 1991 - 1er en DHR Auvergne en 2015 - 1er en R3 Auvergne Rhône Alpes en 2020 - Doublé Vainqueur Coupe du Cantal et Lozère en 1992, 1994 & 1995 - Vainqueur Coupe du Cantal en 2003, 2022 et 2023 - Vainqueur Coupe Lozère en 2015 |

## Structures
| \| Stade de la Baïsse Stade municipal \| Emplacement des différents stades · à Saint-Chély et Saint-Alban. |
| Stade de la Baïsse Stade municipal                                                                         |

### Stades
Les stades principaux du club sont le stade de la Baïsse situé sur la route de Saint-Chély-d'Apcher à Saint-Alban-sur-Limagnole et le stade municipal de Saint-Chély-d'Apcher.
Il joue dans les stades de Saint-Chély-d'Apcher et de Saint-Alban-sur-Limagnole par alternance sur la saison. Ces derniers sont de niveau Ligue.
Il dispose également de trois stades classés niveau District ou d'entrainements, le stade de Billières, le stade annexe de la Baïsse et le stade de la Garde depuis 2020. Les anciens stades d'entrainements etaient situés au Cat et sur la route du Chft. 
Le complexe synthétique à Saint-Alban fut livré en 2015 et le stade municipal de Saint-Chély, doté d'une piste d’athlétisme, est une des vitrines de l'athlétisme lozérien. Stéphane Diagana s'y est entrainé.

### Aspects juridiques et économiques
Organigramme

Au 01/07/2024
| Direction                                                                     | Sportif                     |
| ----------------------------------------------------------------------------- | --------------------------- |
| Président: Hervé Brugeron Trésorier: Nicolas Bourret Secrétaire: Sacha Touron | Entraineur 1: Lilian Condon |

## Joueurs et personnalités

### Entraîneurs et présidents
Président fondateur de l'ENL : 1991-1998 : Lucien Trébuchon 
- 1998-2000: Alain Rouzaire
- 2000-2002: David Rouzaire
- 2002-2003: David Rouzaire & Charles Corrion
- 2003-2004: Charles Corrion & Daniel Gauthier
- 2004-2005: David Rouzaire & Daniel Gauthier
- 2005-2007: Lucien Grèze
- 2007-2008: Eddy Quincieu & Didier Terrisson
- 2008-2013: Didier Terrisson
- 2013-2017: André Vanel
- 2017-2024 : Hervé Brugeron & Philippe Bonnal
- 2024-202. : Hervé Brugeron

Entraineurs: 
- 1991-1992: A. Richaud/Lejewski    .Francis Bizot
- 1992-1994: Bernard Blaquart/Max Marty
- 1993-1994: Alain Larvaron
- 1994-1998: Laurent Forestier    .Jean Louis Dalle
- 1998-2000: Eddy Quincieu
- 2000-2001: Philippe Bobek/Jean-Luc Nurit
- 2001-2003: Lino de Carvalho/Philippe Bobek
- 2003-2004: André Mallet
- 2004-2005: Jean-Luc Nurit
- 2005-2011: Vianney Pelat    .Jean-Yves Bonin
- 2011-2014: Julien Rousset/Florent Bodin
- 2014-2017: Christophe Richaud
- 2017-2019: Eddy Quincieu/Firmin Perez
- 2019-202.: Lilian Condon

Galerie photo du club
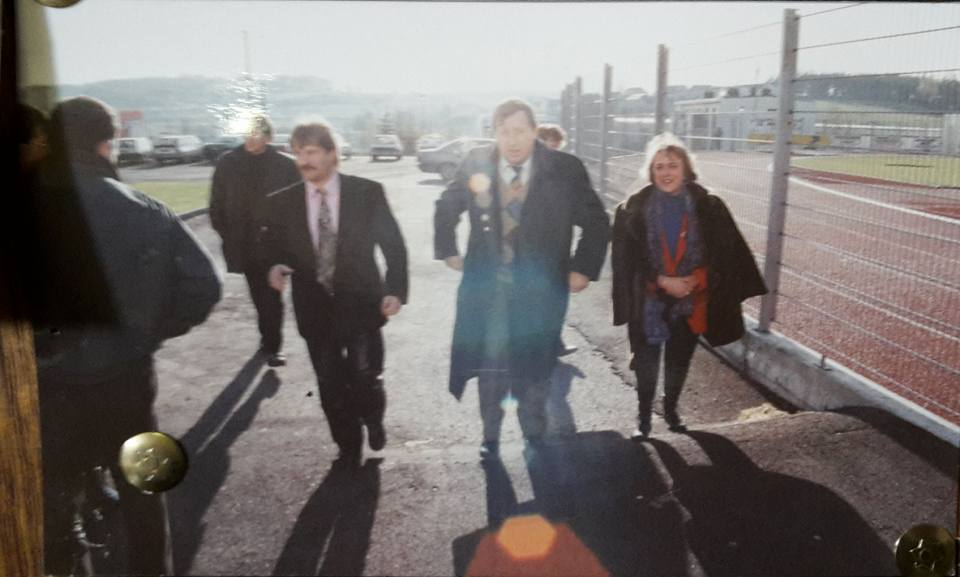
M. Trébuchon accueillant Guy Roux à Saint-Chély
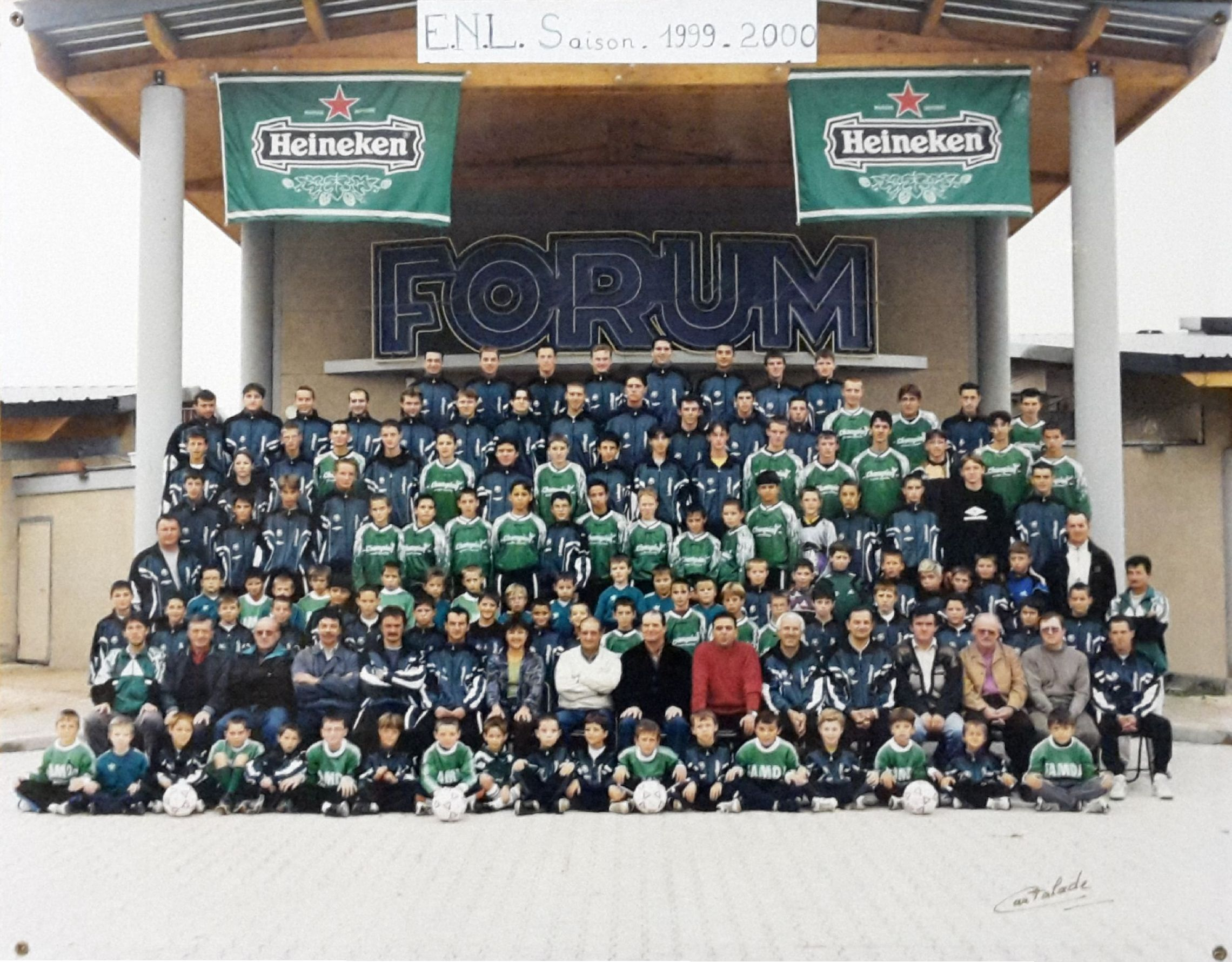
ENL 1999-2000
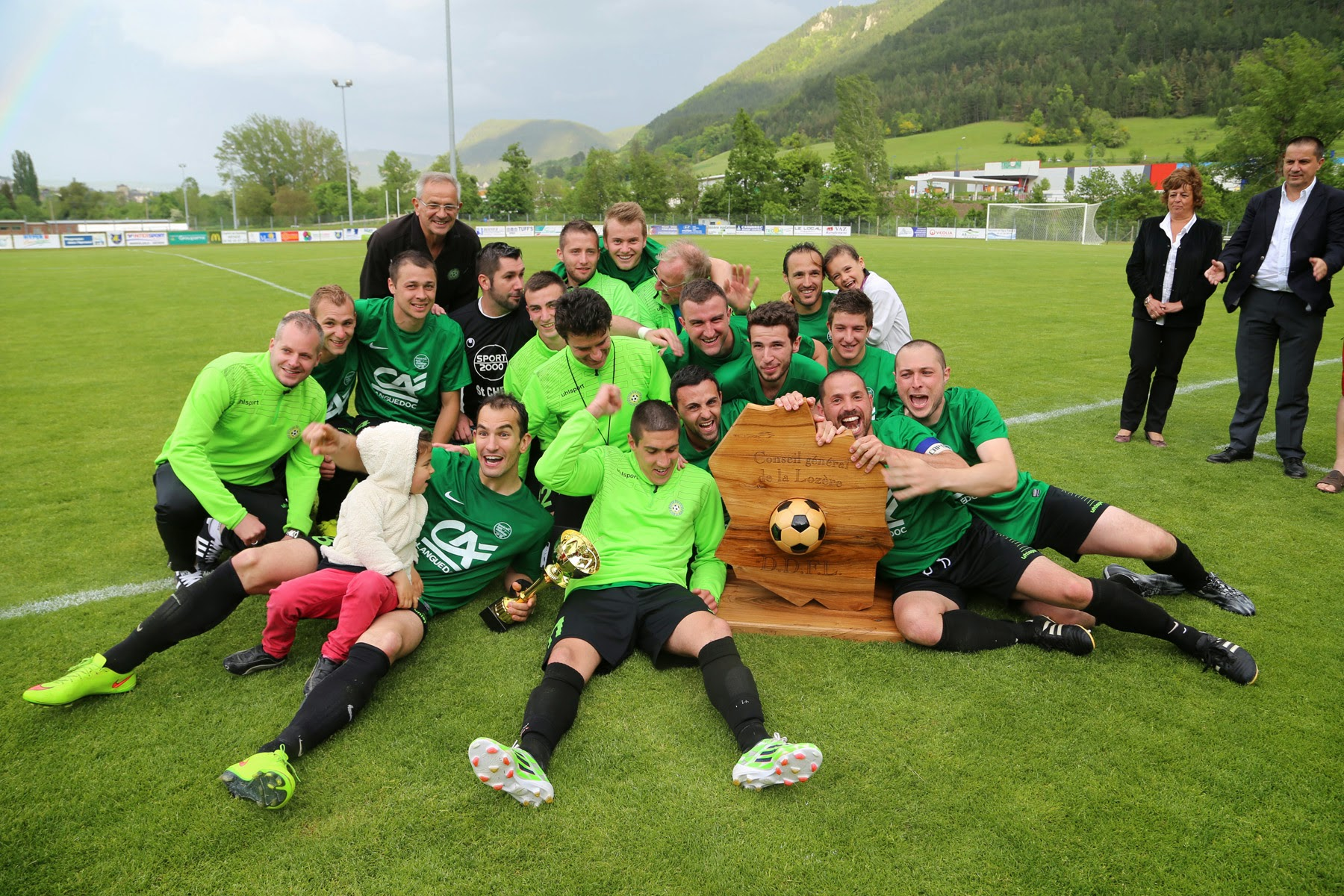
Vainqueurs de la Coupe de Lozère
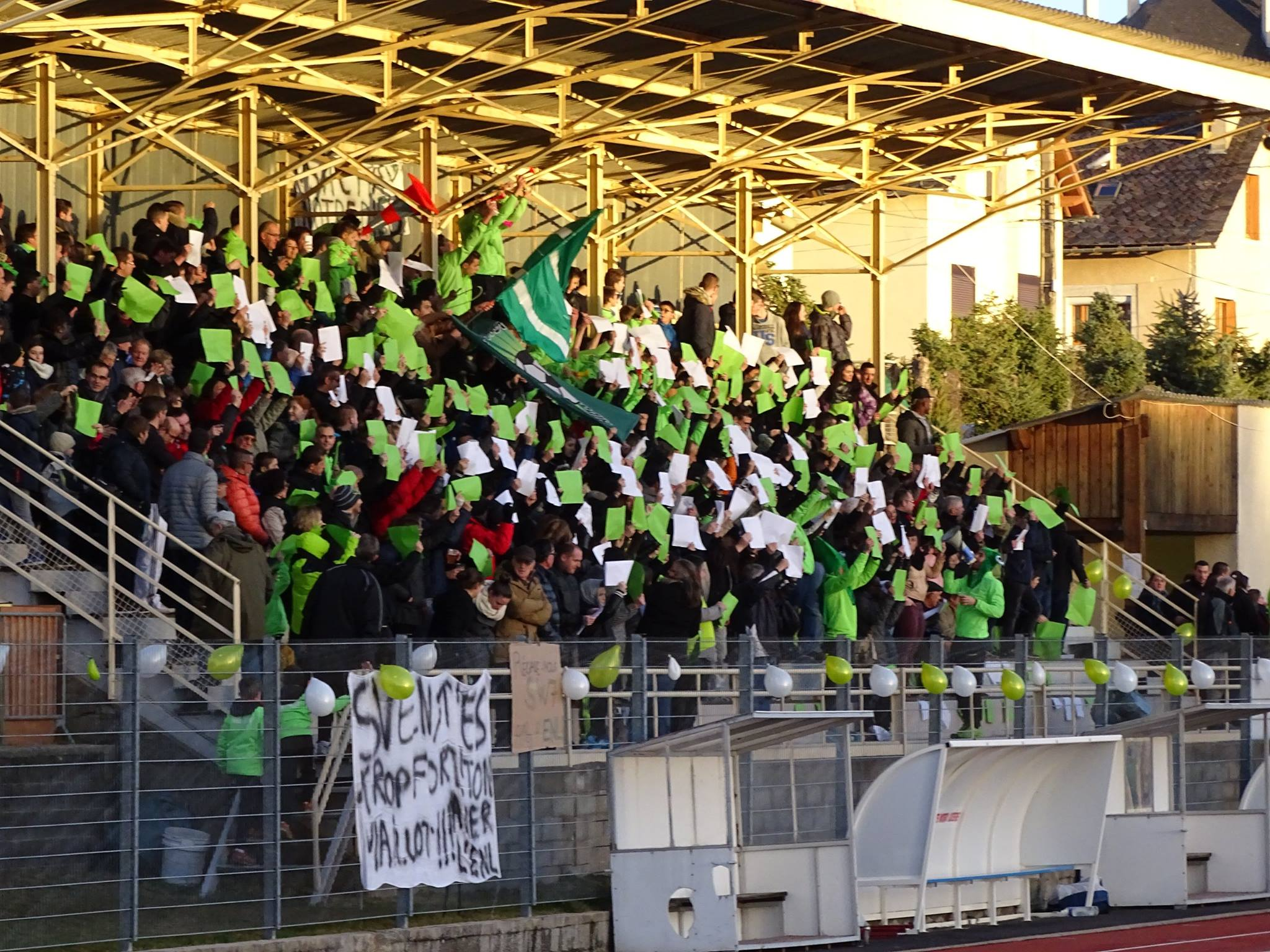
Tribune des supporteurs